# Azərbaycan Kuboku 2008-2009
La Azərbaycan Kuboku 2008-2009 è stata la 17ª edizione della coppa nazionale azera, disputata tra il 17 settembre 2008 (con gli incontri del turno preliminare) e il 23 maggio 2009 e conclusa con la vittoria del FK Karabakh, al suo terzo titolo.

## Ottavi di finale
Gli incontri di andata si disputarono il 29 e 30 ottobre mentre quelli di ritorno il 5 e il 6 novembre 2008.
| Squadra 1          | Totale | Squadra 2           | Andata | Ritorno |
| ------------------ | ------ | ------------------- | ------ | ------- |
| Inter Baku         | 4 - 3  | FK Standard Baku    | 2 - 2  | 2 - 1   |
| FC Gabala          | 4 - 2  | PFC Turan Tovuz     | 2 - 1  | 2 - 1   |
| PFC Neftchi Baku   | 5 - 1  | MOIK Baku           | 2 - 1  | 3 - 0   |
| FK Khazar Lenkoran | 6 - 0  | Muğan Salyan        | 3 - 0  | 3 - 0   |
| FK Baku            | 13 - 0 | Qafqaz Universiteti | 10 - 0 | 3 - 0   |
| FK Karabakh        | 3 - 0  | Bakili Baku         | 3 - 0  | 0 - 0   |
| FK Simurq Zaqatala | 15 - 1 | Spartak Baku        | 7 - 1  | 8 - 0   |
| FK Olimpik Baku    | 2 - 0  | FK Karvan           | 1 - 0  | 1 - 0   |

## Quarti di finale
Gli incontri di andata si disputarono il 25 febbraio mentre quelli di ritorno l'11 marzo 2009.
| Squadra 1          | Totale | Squadra 2          | Andata | Ritorno |
| ------------------ | ------ | ------------------ | ------ | ------- |
| Inter Baku         | 3 - 2  | FK Simurq Zaqatala | 2 - 0  | 1 - 2   |
| FC Gabala          | 2 - 1  | FK Olimpik Baku    | 1 - 1  | 1 - 0   |
| FK Khazar Lenkoran | 2 - 3  | FK Baku            | 0 - 1  | 2 - 2   |
| FK Karabakh        | 1 - 0  | PFC Neftchi Baku   | 1 - 0  | 0 - 0   |

## Semifinali
Gli incontri di andata si disputarono il 29 aprile mentre quelli di ritorno il 6 maggio 2009.
| Squadra 1  | Totale | Squadra 2   | Andata | Ritorno |
| ---------- | ------ | ----------- | ------ | ------- |
| Inter Baku | 5 - 2  | FC Gabala   | 5 - 0  | 0 - 2   |
| FK Baku    | 2 - 4  | FK Karabakh | 1 - 2  | 1 - 2   |

## Finale
La finale venne disputata il 23 maggio 2009 a Baku.
| Baku 23 maggio 2009 | Inter Baku | 0 – 1 | FK Karabakh | Tofik Bakhramov Stadionu |